# Alvis FWD
La Alvis FWD, chiamata anche
Alvis 12/75, è un'autovettura prodotta dalla casa automobilistica britannica Alvis dal 1928 al 1930. Fu una delle prime vettura di produzione stradale ad avere la trazione anteriore (da cui deriva il nome FWD, ovvero Front Wheel Drive).

## Descrizione

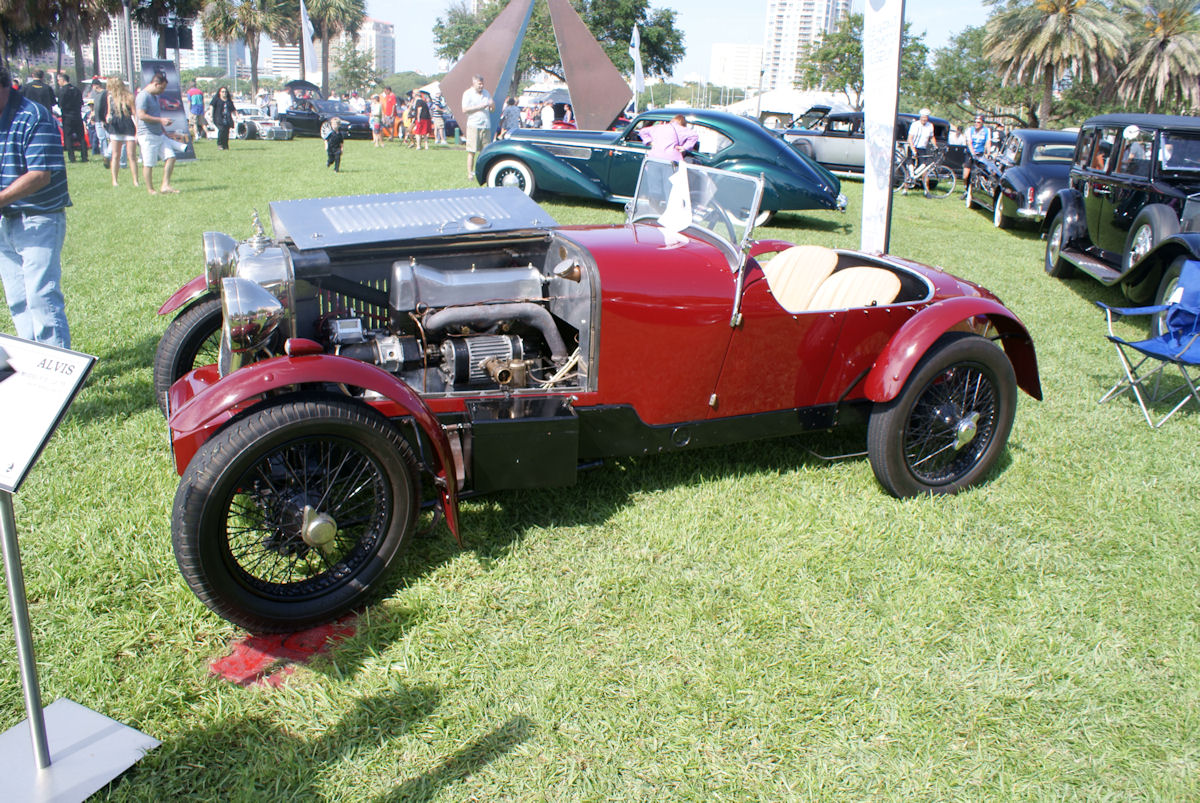
Alvis FWD FD del 1928

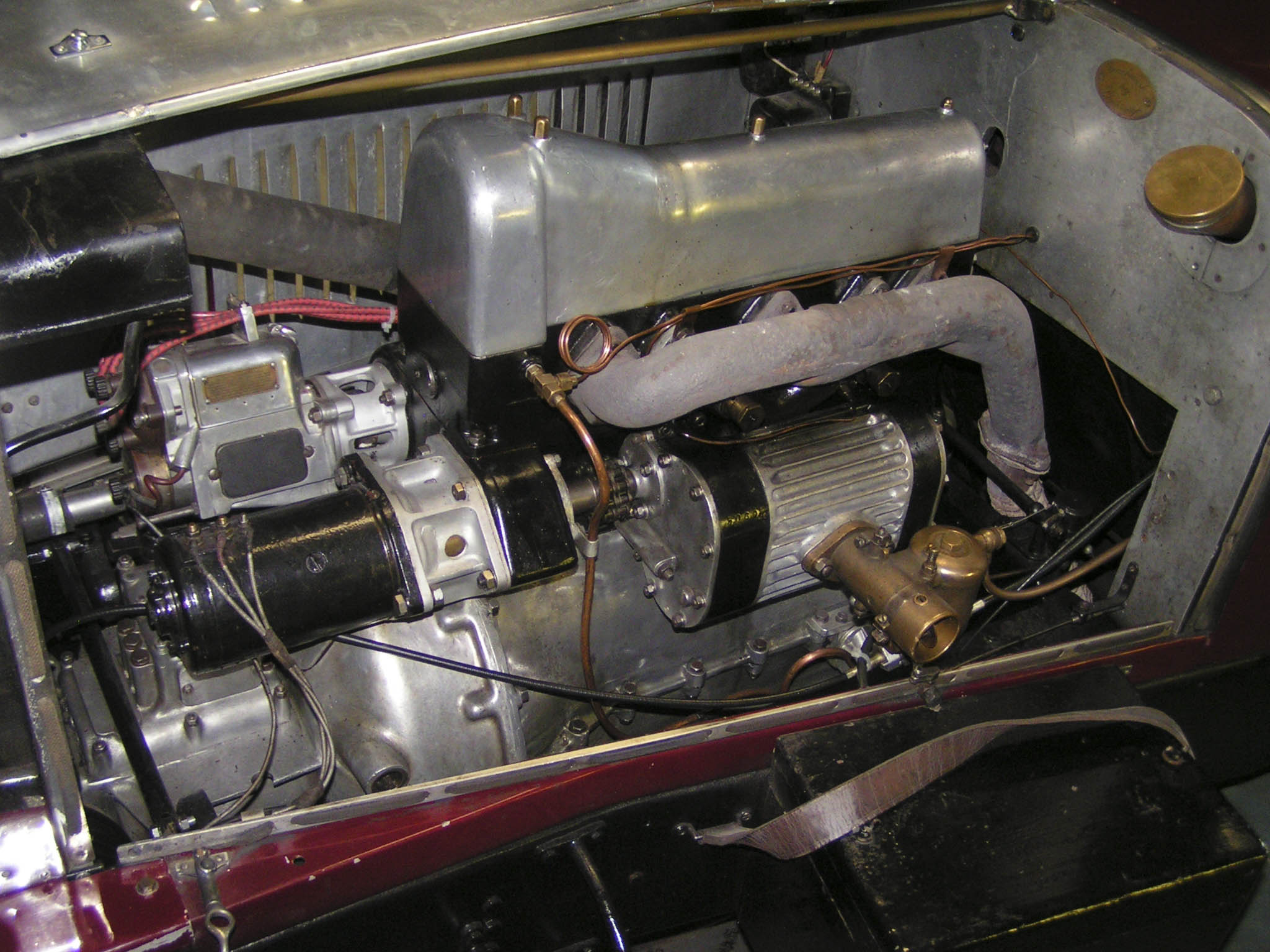
Dettaglio del motore

Questo modello fu completamente riprogettato e tecnicamente non aveva praticamente nulla a che fare con i modelli stradali precedentemente realizzati dalla Alvis. La vettura era figlia dell'esperienza che Alvis aveva acquisito e maturato con i veicoli a trazione anteriore impiegati nelle competizioni automobilistiche dal 1925, la cui tecnologia era stata costantemente sviluppata.
Con il modello FWD, che doveva sostituire i precedenti 12/50 SD, 12/50 TG e 12/50 TH, la Alvis si rivolse a un nuovo segmento automobilistico, quello delle vetture medie, lontano dal precedente, più conservatore e rivolto a una clientela più giovane.
La vettura aveva un motore in linea a quattro cilindri con distribuzione monoalbero a valvole in testa. Dotato di un solo carburatore Solex, aveva una cilindrata di 1.482 cm³ (alesaggio × corsa = 68 mm × 102 mm) ed erogava 50 CV (37 kW) di potenza a 5.500 giri/min. 
Su richiesta, poteva essere installato un compressore flangiato, che era abbinato a un sistema a due carburatori Solex e a un rapporto di compressione ridotto. Il motore con questa configurazione erogava una potenza di 75 CV (55 kW) e faceva raggiungere al veicolo una velocità massima di circa 136 km/h.
L'avantreno e il retrotreno ad assali rigidi erano sostenuti da sospensioni a molle a balestra semiellittica.
Le varianti FA e FD avevano un passo accorciato a 2.591 mm, mentre le FB e FE più lungo, pari a 3.048 mm. Non avendo incontrato le aspettative di vendita, queste varianti furono messe fuori produzione nel 1929.
Nel 1929 venne introdotto una versione roadster con telaio a passo lungo, che era dotato di un motore a otto cilindri con due alberi a camme in testa. La cilindrata della 8/15 (così venne chiamata) era di 1.491 cm³ (alesaggio × corsa = 55 mm × 78,5 mm), leggermente più grande di quella del quattro cilindri, ma la potenza del motore, dotato di un solo carburatore SU, era di 125 CV (92 kW). L'auto raggiungeva una velocità massima di 168 km/h. Nel 1930 il modello fu messo fuori produzione senza un'erede.
Per la Alvis, la FWD non fu un successo, oltretutto esacerbato dalla crisi economica dell'azienda: l'avanzata soluzione per l'epoca della trazione anteriore non era ancora abbastanza matura per l'uso su vetture stradali e la nuova tecnologia non conquistò la clientela del marchio britannico. che era piuttosto conservatrice. L'introduzione della FWD ha coinciso con il declino economico del marchio sulla scia della crisi economica del 1929. La Alvis ha sostituì la FWD con la 12/50 TJ.